# Battaglia navale di Vella Lavella
La battaglia navale di Vella Lavella avvenne nella notte tra il 6 e il 7 ottobre 1943 tra una numerosa squadra giapponese di cacciatorpediniere e naviglio ausiliare, intenta a sgomberare la guarnigione sull'isola di Vella Lavella sotto attacco da metà agosto, e un gruppo statunitense di tre cacciatorpediniere inviato a intercettarla. Il combattimento fu segnato da numerosi incertezze ed errori da parte del comandante nipponico, il contrammiraglio Matsuji Ijūin che, dopo aver perduto un cacciatorpediniere, fu comunque capace di riprendere in mano la situazione e mettere fuori combattimento due cacciatorpediniere americani. La squadra statunitense, inoltre, non riuscì a intercettare il piccolo convoglio nipponico: terminata la battaglia, esso imbarcò le truppe a terra e tornò a Rabaul indenne. Lo scontro si concluse perciò con una vittoria tattico-strategica dell'Impero giapponese, uno degli ultimi successi navali che raggiunse in guerra.

## Situazione strategica
Alla fine del giugno 1943 le forze statunitensi guidate dal generale Douglas MacArthur e dal viceammiraglio William Halsey lanciarono rispettivamente un'offensiva in Nuova Guinea e nelle isole Salomone centrali, allo scopo di convergere sulla base giapponese di Rabaul, sita sulla punta nord-orientale della Nuova Britannia e centro delle attività militari nipponiche nel settore. Immediatamente dopo la difficile conquista dell'aeroporto di Munda in Nuova Georgia, i comandi statunitensi elaborarono una nuova strategia per evitare una sfibrante campagna contro le numerose basi che le forze giapponesi avevano installato nelle Salomone centrali: il cosiddetto "salto della rana" mirava alla presa di posizioni effettivamente importanti tagliando fuori quelle guarnigioni che proteggevano obiettivi di secondaria utilità. Secondo questo pensiero furono effettuati sbarchi a sorpresa a Vella Lavella il 15 agosto, evitando l'isola di Kolombangara, dove il viceammiraglio Jin'ichi Kusaka (comandante superiore del settore per la Marina imperiale giapponese, responsabile per la difesa delle Salomone centrali) aveva ammassato circa 12 000 di uomini. Preso alla sprovvista, egli reagì organizzando alcuni attacchi aerei alla testa di ponte statunitense e riattivò il Tokyo Express per trasportare uomini sull'isola assaltata. La scarsa consistenza della guarnigione a Vella Lavella e la difficoltà nel recare aiuti sostanziosi, a causa della fitta vigilanza di unità leggere e velivoli statunitensi, indusse però Kusaka e il suo stato maggiore (d'accordo con l'8º Gruppo d'armate dell'esercito imperiale) a ordinare l'abbandono totale delle Salomone centrali e concentrare la difesa su Bougainville: l'evacuazione in massa iniziò il 18 agosto con l'utilizzo intensivo di chiatte o vascelli ausiliari, sfruttando delle ore notturne.
Entro la fine di settembre diverse guarnigioni erano state per lo più recuperate mentre si insisteva nel tenere Vella Lavella, dove oltretutto gli statunitensi avevano costruito un aeroporto che rendeva il loro controllo sul mare e sul cielo ancor più pericoloso. La posizione non rientrava però nella nuova linea difensiva che i comandi avevano stabilito, perciò fu deciso di evacuare i circa 600 soldati giapponesi che fino al 14 settembre erano di stanza all'ancoraggio di Horaniu e che ora, perduta la posizione, si erano attestati nel nord dell'isola presso la baia di Marquana. Sembra, inoltre, che lo sgombero fu ordinato anche in base a motivazioni di mero prestigio militare.

## Svolgimento della battaglia

### Partenza del gruppo giapponese e contromisure statunitensi

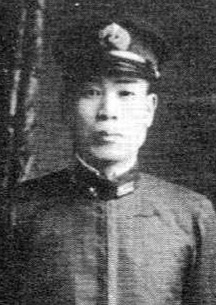
Il capitano di vascello Tameichi Hara, che durante lo scontro guidò i cacciatorpediniere Shigure e Samidare

La missione fu delegata dal viceammiraglio Tomoshige Samejima, comandante dell'8ª Flotta di stanza a Rabaul, a un esperto ufficiale di cacciatorpediniere, il contrammiraglio Matsuji Ijūin alla testa della 3ª Squadriglia. Egli, dopo aver studiato la situazione, decise di prendere il mare con tutte le sue forze, in modo da schiacciare facilmente qualsiasi opposizione avversaria si fosse presentata. Il contrammiraglio contava sul fatto che gli statunitensi, abituati a contrastare squadre di tre o quattro cacciatorpediniere, non si aspettassero certo una formazione più massiccia. Nello stendere il piano di battaglia Ijūin riorganizzò in tre gruppi il suo reparto:
- il primo, ai suoi ordini diretti, comprendeva i cacciatorpediniere Akigumo (nave ammiraglia), Isokaze, Yugumo e Kazagumo;
- il secondo era formato da una sezione distaccata della 27ª Divisione cacciatorpediniere, agli ordini del capitano di vascello Tameichi Hara e formata dallo Shigure (ammiraglia) e dal Samidare, demandata alla protezione di un convoglio da trasporto ancorato nelle isole Shortland.
- il terzo, guidato dal capitano di vascello Kunizo Kanaoka, era formato dai vecchi cacciatorpediniere Fumizuki, Matsukaze e Yunagi, unità con un armamento modesto e perciò delegate nei mesi precedenti a compiti di trasporto truppe.

Le navi salparono da Rabaul la mattina del 6 ottobre e appena giunte in alto mare si suddivisero nelle tre formazioni stabilite, in modo da ridurre i rischi e sviare le ricognizioni aeree. Il tempo era nuvoloso e con piovaschi, ciononostante intorno alle 13:00 venne comunicato alla squadra giapponese che una parte delle navi era stata individuata da ricognitori statunitensi. Alle 16:00 diversi velivoli giunsero da sud-est ma le condizioni atmosferiche non ottimali impedirono loro di attaccare. Oltre a questa prima misura di contenimento, il contrammiraglio Theodore Wilkinson, responsabile dell'apparato da sbarco del III Corpo anfibio e delle operazioni a Vella Lavella, dirottò a nord dell'isola l'unica formazione disponibile nell'area, ovvero il 4th Squadron del capitano di vascello Frank Walker, costituito dai cacciatorpediniere Selfridge, Chevalier, O'Bannon. Walker, che alzava le sue insegne sul Selfridge, partì immediatamente non appena fu informato della situazione; poco dopo il contrammiraglio Wilkinson distaccò altri tre cacciatorpediniere dalla squadra di copertura e appoggio agli sbarchi, allo scopo di sostenere l'azione del capitano Walker: in realtà questo gruppo non riuscì a rimontare le navi in testa, rimanendo indietro di circa 20 miglia a sud-est.
Sfuggiti alle ricerche avversarie, i cacciatorpediniere nipponici continuarono il loro viaggio con la stessa rotta fino al tramonto, quando il contrammiraglio Ijūin aumentò la velocità del suo gruppo a 26 nodi per precedere le altre navi e liberare la zona a nord di Vella Lavella da possibili ostacoli. Intanto, il capitano Hara aveva iniziato a discendere a 9 nodi lo stretto tra Bougainville e Choiseul per andare incontro al convoglio, partito alle 16:53 da Buin: posto al comando del capitano di vascello Shigoroku Nakayama, era composto da 4 cacciasommergibili e 20 chiatte motorizzate. Lo Shigure e il Samidare raggiunsero il naviglio a est delle Shortland secondo il piano e Hara fece assumere a tutte le unità una rotta sud-est con velocità 9 nodi, puntando su Vella Lavella. Frattanto Ijūin era giunto all'imbocco dello stretto senza imprevisti, quando una vedetta lanciò l'allarme: aveva intravisto, tra due cortine di pioggia, quattro cacciatorpediniere statunitensi. Subito dopo fu captato un messaggio d'allerta inviato dal comando dell'8ª Flotta, che avvertiva della presenza di quattro incrociatori e tre cacciatorpediniere nemici con rotta ovest a nord di Vella Lavella, localizzati da un idrovolante.

### Il combattimento notturno
Le improvvise notizie circa le numerose navi nemiche gettarono il contrammiraglio Ijūin nell'incertezza: se persisteva nella missione avrebbe probabilmente subito gravi perdite e forse fallito l'obiettivo, ma se ordinava la ritirata avrebbe dovuto rinunciare con tutta probabilità al comando e, forse, sarebbe stato anche espulso dalla marina. Senza sapere che le notizie da Rabaul erano frutto di un grossolano errore d'identificazione dei piloti, che avevano scambiato i cacciatorpediniere del capitano Walker per incrociatori, decise di proseguire: per prima cosa ordinò alle navi del capitano Kanaoka, inadatte a sostenere uno scontro, di tornare indietro, poi contattò il capitano Hara per riunire le forze; la missiva però giunse a bordo dello Shigure solo alle 22:10 e perciò, dopo aver atteso con impazienza, alle 22:29 Ijūin si lanciò a 30 nodi con rotta ovest al fine di raggrupparsi al più presto. Fu proprio durante questa conversione che le unità statunitensi individuarono le navi giapponesi: Walker era al corrente della missione di evacuazione di Vella Lavella e, sebbene sapesse che il rapporto tra le sue navi e quelle nipponiche fosse di 3:1, ordinò di attaccare alla velocità di 33 nodi. Allo stesso tempo avvisò gli altri tre cacciatorpediniere, che il contrammiraglio Wilkinson gli aveva inviato in aiuto, dell'avvenuto contatto. In quel momento le due formazioni si trovavano 12 miglia circa a nord-nord-ovest dell'isola.
Alle 22:38, dopo aver avvistato lo Shigure e il Samidare, Ijūin riprese una rotta sud a 35 nodi, poi diresse per sud-sud-ovest. La mediocre visibilità e le notizie imprecise riferitegli fecero sfumare la possibilità, per i cacciatorpediniere giapponesi, di tagliare la T agli statunitensi e anzi li fece allontanare dalla formazione avversaria. Ijūin ordinò dunque, alle 22:45, di accostare a sud-est, ma tale manovra lo avvicinava troppo al convoglio che, senza la protezione dello Shigure e del Samidare, si trovava a nord-est con rotta sud-sud-est; perciò, tre minuti dopo, si riportò sulla precedente direzione per attirare gli statunitensi, disponendo le sue navi in linea scalare (in testa lo Akigumo, dietro lo Isokaze, il Kazagumo e lo Yugumo). La nuova direttrice, però, aumentò la distanza tra le due squadre e il contrammiraglio dirottò a est-sud-est alle 22:51, ponendo in tal modo tutte le sue unità alla mercé di un eventuale tiro concentrato di quelle statunitensi, più vicine di quel che immaginava. Durante tutte queste manovre, infatti, Ijūin aveva continuato a nutrire dubbi sulla reale identità delle navi avvistate, pensando che si trattasse del convoglio del capitano Nakayama.

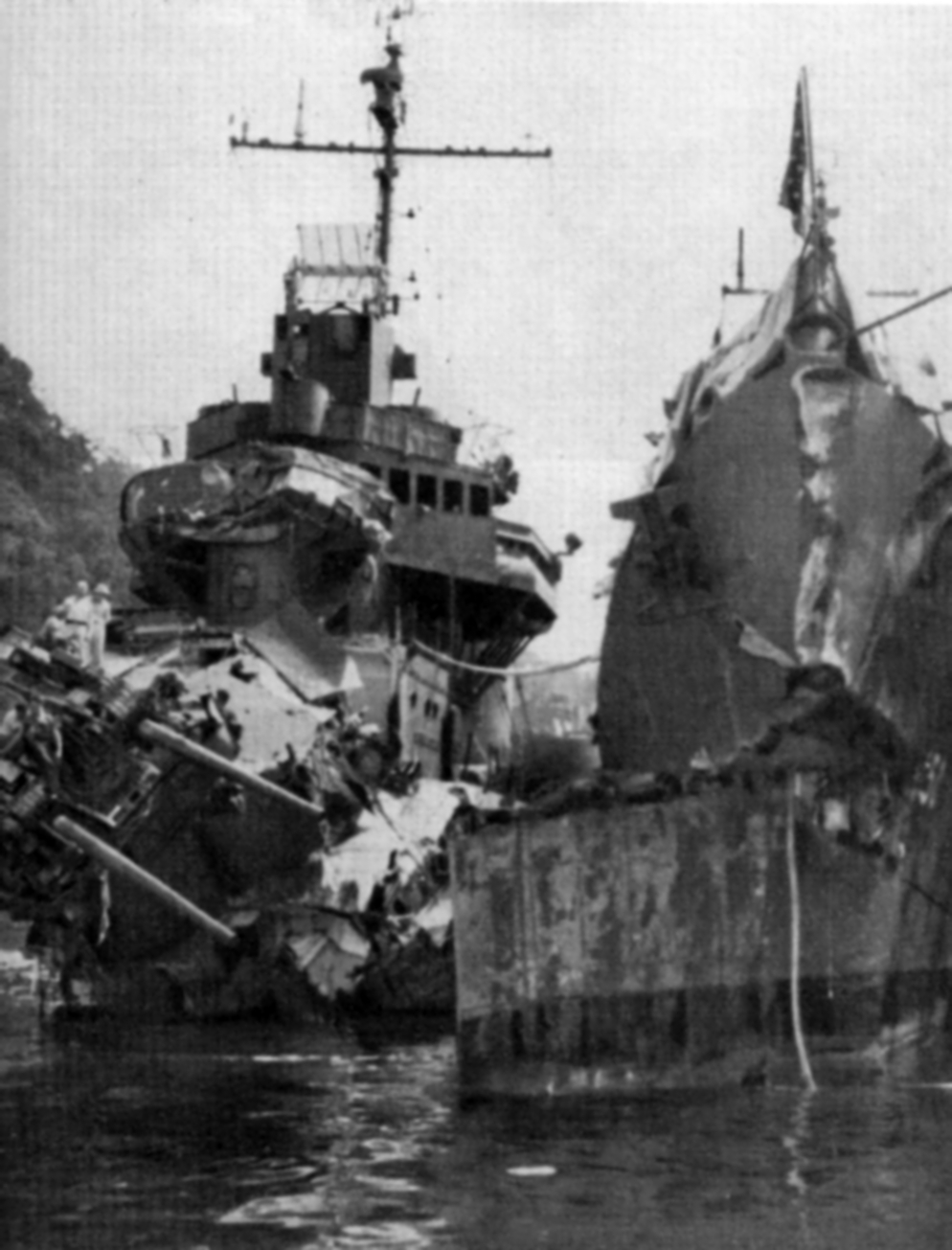
Il Selfridge e O'Bannon all'ancora a Numea il 7 ottobre. Sono evidenti i pesanti danni subiti

Alle 22:55 i radar statunitensi tracciarono la posizione nipponica e un minuto dopo, da soli 3 000 metri, i cacciatorpediniere lanciarono quattordici siluri; venti secondi dopo aprirono il fuoco con i cannoni e colpirono con cinque proietti lo Yugumo, ultimo e più esterno dei cacciatorpediniere giapponesi, che aveva tentato un attacco frontale allo schieramento americano su iniziativa del comandante, il capitano di corvetta Ōsako Azuma: gravemente danneggiato, lo Yugumo virò verso sud per cercare scampo. Nel frattempo le tre unità statunitensi, dopo il tiro, avevano accostato a dritta verso nord-ovest, rotta che li avvicinò ai due cacciatorpediniere della 27ª Divisione, che infatti stavano sopraggiungendo velocemente da nord: furono localizzati alle 22:58 da 13 000 metri. Ijūin, frattanto, aveva preso una direttrice sud per allontanarsi dal nemico, commettendo così un ennesimo errore, perché impossibilitò i pezzi delle sue navi a rispondere al fuoco, in quanto si mascheravano a vicenda; inoltre lo Yugumo, rompendo la formazione, si era posto sulla linea di tiro giapponese e complicò ancor di più la posizione di Ijūin. Il Kazagumo situato in coda sparò comunque un paio di salve con le torri di poppa e alle 22:57 il devastato Yugumo riuscì a far partire otto siluri Type 93 durante il disimpegno: alle 23:01 uno esplose all'altezza del deposito di munizioni prodiero del Chevalier, il quale stava seguendo una rotta coincidente con il tragitto del convoglio di chiatte e cacciasommergibili, che stava cercando di evitare la battaglia navigando a nord-est. Si verificò un formidabile scoppio che lacerò tutta la parte anteriore della nave fin quasi al ponte di comando; lo O'Bannon, che seguiva il Chevalier a tutta velocità, si schiantò contro la nave colpita e riportò danni molto gravi, tanto che dovette interrompere il combattimento. Alle 23:03 i più lenti ordigni statunitensi investirono a loro volta la squadra nipponica e lo Yugumo fu centrato da uno o due siluri: in appena otto minuti la nave saltò in aria e affondò trascinando con sé gran parte dell'equipaggio, compreso il capitano Azuma.
Mentre il contrammiraglio Ijūin dirigeva la battaglia, il capitano Hara aveva mantenuto dalle 22:40 alle 22:55 una rotta sud-est; al rombo degli spari dei pezzi americani aveva piegato a ovest e alle 22:58, individuati i cacciatorpediniere avversari, aveva voltato repentinamente a nord per mantenersi parallelo alla loro direttrice di marcia. Fu proprio contro lo Shigure e il Samidare che si lanciò il superstite Selfridge, il quale alle 23:04 prese a cannoneggiarli dalla distanza di 7 000 metri circa; le persistenti cattive condizioni di visibilità, però, impedirono alle vedette di individuare per tempo uno sciame di 16 siluri, che le unità nipponiche avevano lanciato alle 23:01 circa. Un siluro del Samidare, centrò il Selfridge alle 23:06 strappandogli tutto il dritto di prua con una grande esplosione. Intanto Ijūin aveva continuato a navigare verso sud, protetto da una cortina fumogena, poi cambiò direzione a ovest prima delle 23:10; poco dopo alcune vedette avvertirono di alcune sagome confuse di prua alla formazione e il contrammiraglio credette di aver finalmente scoperto gli incrociatori segnalatigli da Rabaul. Alle 23:19 fece lanciare ventiquattro siluri da circa 14 624 metri, che però non andarono a segno; subito dopo altre informazioni affluirono in plancia, precisando che i bersagli erano solo i due relitti del Chevalier e dell'O'Bannon, in parte abbandonati dagli equipaggi.

### Ultime azioni
Il combattimento, breve ma violento, era stato anche molto confuso e il contrammiraglio Ijūin non sapeva ancora bene contro quale tipo di navi aveva avuto a che fare. Diresse a nord andando incontro al capitano Hara, quando una trasmissione radio intorno alle 23:13 lo informò che un ricognitore aereo aveva localizzato tre probabili incrociatori statunitensi ad appena 15 minuti a sud della sua posizione: Ijūin preferì non imbattersi in altre unità avversarie, dunque contattò tutti i cacciatorpediniere e ordinò subito la ritirata. Poco dopo arrivò sul luogo della battaglia il secondo scaglione di cacciatorpediniere, ovvero lo USS Ralph Talbot, lo USS Taylor e lo USS La Valette, al comando del capitano di vascello Harold Larson. Constatato il ripiegamento dei giapponesi, le imbarcazioni statunitensi si dedicarono a recuperare i naufraghi, pattugliando anche le coste settentrionali dell'isola ma senza risultato. Tentarono di prendere a rimorchio gli altri tre vascelli, ma il Chevalier aveva riportato danni estremamente gravi e non fu possibile salvarlo: il La Valette l'affondò con un siluro alle 03:11 del 7 ottobre. Più tardi alcune motosiluranti trassero in salvo 78 sopravvissuti dello Yugumo; altri 25 marinai nipponici riuscirono invece a sfuggire alla cattura salendo a bordo di una scialuppa dello O'Bannon alla deriva.
In contemporanea alle operazioni di salvataggio era proseguita la missione giapponese: infatti le chiatte e i cacciasommergibili del capitano Nakayama, aggirato lo scontro da est, erano giunti senza essere individuati nella baia di Marquana alle 01:10 del 7 ottobre nonostante il pattugliamento condotto dai sopraggiunti cacciatorpediniere nemici, che durò infruttuoso fin verso le 02:00. Nakayama gestì il rapido imbarco dei 589 soldati della guarnigione di Vella Lavella e indisturbato puntò a nord alle 03:05, con destinazione Buin.

## Conclusioni e conseguenze
Entrambi i comandanti in mare, tornati alle rispettive basi, erano convinti di aver conseguito una vittoria, il capitano Walker in particolare: oggettivamente la battaglia notturna fu un chiaro successo nipponico perché, nonostante le indecisioni del contrammiraglio Ijūin e le manovre spesso poco felici che eseguì, i cacciatorpediniere giapponesi seppero infliggere duri colpi agli statunitensi, ancora affetti da una certa impreparazione in questo tipo di combattimento. Alla vittoria tattica, attenuata dalla perdita dello Yugumo, si aggiunse quella strategica poiché la flottiglia da trasporto salvò tutti i soldati rimasti sull'isola senza subire una sola perdita. La battaglia al largo di Vella Lavella rappresentò l'ultima vittoria navale di superficie per la Marina imperiale giapponese.
In campo statunitense l'esito del combattimento fu visto come una vittoria morale, sebbene fosse ovvio che la squadra di Walker era stata del tutto disarticolata: infatti il coraggio di cui gli equipaggi americani avevano dato prova rese preventivamente circospetto Ijūin e gli fece perdere l'iniziale vantaggio. Il capitano Walker, comunque, è stato a volte criticato per aver attaccato subito senza attendere le navi del capitano Larson o tentare di riunirsi a queste; ma l'ipotetico apporto che i cacciatorpediniere Taylor, La Valette e Ralph Talbot avrebbero potuto dare rimane dubbio, in quanto le due formazioni non avevano mai combattuto assieme prima d'allora e forse il risultato dello scontro non sarebbe cambiato.